# Niżnia Przehyba
Niżnia Przehyba (słow. Nižná priehyba) – mało wybitne wzniesienie o wysokości 1779 m w głównej grani odnogi Krywania w słowackich Tatrach Wysokich. Od północno-wschodniej strony sąsiaduje z Wyżnią Przehybą (1982 m), oddziela je Siodło między Przehybami (Sedlo priehyb).  Od południowo-zachodniej strony sąsiaduje z Gronikiem (1576 m), wzniesienia te oddziela Gronikowska Przehyba (Grúnikova priehyba). Zachodnie stoki Niżniej Przehyby opadają do Doliny Koprowej, znajduje się w nich kotlina Terianska dolina, dnem której spływa spod Niżniej Przehyby potok uchodzący do Koprowej Wody powyżej Rozdroża pod Gronikiem. Przez Niżnią Przehybę prowadzi szlak turystyczny, omijając jej wierzchołek po wschodniej stronie.
Nazwa Przehyba jest myląca. Pierwotnie bowiem w języku słowackim słowo priehyba oznaczało ukształtowanie terenu podobne do przełęczy, np. płytką, rozległą przełęcz, wyrównanie terenu na grzbiecie czy polanę na grzbiecie górskim. Później dopiero na mapach i w literaturze błędnie przesunięto nazwę przehyba z tych formacji na sąsiedni szczyt (garb). Tak więc nazwa Niżnia Przehyba nie ma nic wspólnego z oryginalnym ludowym nazewnictwem.

## Szlaki turystyczne
– zielony szlak od Trzech Źródeł przez Gronik, Niżnią i Wyżnią Przehybę do Rozdroża pod Krywaniem, stąd  na Krywań niebieskim szlakiem. Czas przejścia 4:50 h, ↓ 3:45 h